# Кристи Толивер
Кристи Рене Толивер (енгл. Kristi Renee Tolive; Харисонбург, 27. јануар 1987. је америчка кошаркашица која игра кошарку у оквиру Женске националне кошаркашке асоцијације. Рођена је у Харисонбургу и поред америчког и и словачко држављанство. Њен отац Џорџ Толивер је судија у НБА такмичењу, а мајка Пеги Толивер. Током њене прве сезоне у WNBA, склопила је уговор са фирмом Најк.

## Средња школа
Похађала је средњу школу Харисонбург коју је завршила 2005. године. Током школовања уручен јој је велики број награда за доприносе у кошарци.

## Колеџ
На Универзитету Мериленд, Кристи Толивер је била изузетна кошаркашица. Одиграла велики број значајних утакмица као што је нацилнално финале, када је Толиверова својим поенима у финишу меча обезбедила победу и прво освајање националног првенства њеног универзитетског клуба Мериленд. 

## Статистика
| Година    | Тим      | ОУ  | Поени | ПШ%  | 3П%  | СБ%  | СПУ  | АПУ | УПУ | БПУ | ППУ  |
| --------- | -------- | --- | ----- | ---- | ---- | ---- | ---- | --- | --- | --- | ---- |
| 2005–2006 | Мериленд | 33  | 24    | 28.8 | 40.7 | 40.4 | 89.1 | 2.6 | 4.4 | 0.7 | 11.6 |
| 2006–2007 | Мериленд | 34  | 32    | 26.7 | 49.0 | 44.7 | 87.7 | 2.4 | 4.7 | 1.1 | 12.3 |
| 2007–2008 | Мериленд | 37  | 37    | 34.4 | 44.4 | 37.1 | 86.0 | 3.4 | 7.4 | 1.5 | 17.1 |
| 2008–2009 | Мериленд | 35  | 35    | 35.1 | 44.9 | 41.6 | 85.7 | 3.2 | 4.9 | 1.3 | 18.4 |
| Каријера  |          | 139 | 128   | 31.4 | 44.7 | 40.8 | 86.6 | 2.9 | 5.4 | 1.1 | 15.0 |

## WNBA каријера
Током своје каријере у WNBA, изабрана је од стране екипе Чикаго Скај, да игра на позицији плејмејкера. У првој сезони играња за Чикаго Скај, убацивала је 7,6 поена по утакмици на 27. утакмици и била је рангирана као трећи најбољи шутер тројки у лиги WNBA.
Након једне одигране сезоне за Чикаго Скај, потписавала је уговор са Лос Анђелес Спарксом, непосредно пре почетка сезоне, 2010. године. У њеној првој сезони у Лос Анђелес Спарксу, играла је на позицији плејмејкера и постигла 8,6 поена по утакмици, а одиграла је 34 меча.
У сезони 2012. године у Лос Анђелес Спарксу, проглашена је играчицом месеца августа WNBA кошаркашке лиге. Имала је просек од 17. 5 поена по утакмици у каријери.
У фебруару 2017. године потписала је за клуб Вашингтон Мистик. 14. маја 2017. године, у првој утакмици за свој нови тим, Толиверова је пистигла 8 поена, забележила 4. асистенције, а њен тим победио је Сан Антонио Старс резултатом 89-74.

## WNBA статистика
| † | Сезоне када је Толиверова освојила WNBA шампионат |

### Сезонска статистика
| Сезона   | Екипа              | ОУ  | СУ  | МПУ  | ПШ%  | 3П%  | СБ%  | СПУ | АПУ | УПУ | БПУ | ППУ  |
| -------- | ------------------ | --- | --- | ---- | ---- | ---- | ---- | --- | --- | --- | --- | ---- |
| 2009     | Чикаго Скај        | 27  | 0   | 14.3 | .453 | .444 | .913 | 1.4 | 1.9 | 0.4 | 0.1 | 7.6  |
| 2010     | Лос Анђелес Спаркс | 34  | 0   | 20.7 | .438 | .349 | .815 | 2.2 | 1.3 | 0.6 | 0.1 | 8.6  |
| 2011     | Лос Анђелес Спаркс | 32  | 17  | 23.6 | .423 | .427 | .907 | 1.9 | 2.9 | 0.7 | 0.0 | 11.2 |
| 2012     | Лос Анђелес Спаркс | 34  | 33  | 31.5 | .491 | .424 | .901 | 3.2 | 4.9 | 1.3 | 0.1 | 17.5 |
| 2013     | Лос Анђелес Спаркс | 34  | 34  | 30.0 | .457 | .383 | .831 | 2.6 | 3.4 | 1.3 | 0.1 | 14.1 |
| 2014     | Лос Анђелес Спаркс | 27  | 21  | 28.5 | .442 | .393 | .843 | 2.1 | 4.1 | 1.1 | 0.0 | 11.8 |
| 2015     | Лос Анђелес Спаркс | 28  | 28  | 30.9 | .449 | .384 | .903 | 2.3 | 3.7 | 0.8 | 0.0 | 12.4 |
| 2016†    | Лос Анђелес Спаркс | 33  | 33  | 32.1 | .426 | .424 | .889 | 2.6 | 3.7 | 0.8 | 0.0 | 13.2 |
| 2017     | Вашингтон Мистик   | 34  | 34  | 29.1 | .407 | .338 | .867 | 2.0 | 3.4 | 0.6 | 0.2 | 11.9 |
| Каријера | 9 година, 3 тима   | 283 | 204 | 26.9 | .444 | .393 | .876 | 2.3 | 3.3 | 0.9 | 0.0 | 12.1 |

### Плеј-оф
| Сезона   | Екипа              | ОУ | СУ | МПУ  | ПШ%  | 3П%  | СБ%   | СПУ | АПУ | УПУ | БПУ | ППУ  |
| -------- | ------------------ | -- | -- | ---- | ---- | ---- | ----- | --- | --- | --- | --- | ---- |
| 2010     | Лос Анђелес Спаркс | 2  | 0  | 22.5 | .545 | .600 | 1.000 | 0.0 | 4.0 | 0.5 | 0.0 | 8.0  |
| 2012     | Лос Анђелес Спаркс | 4  | 4  | 34.3 | .527 | .417 | .850  | 3.0 | 1.8 | 0.8 | 0.2 | 20.0 |
| 2013     | Лос Анђелес Спаркс | 3  | 3  | 30.3 | .289 | .063 | 1.000 | 4.0 | 3.0 | 2.0 | 0.3 | 10.7 |
| 2014     | Лос Анђелес Спаркс | 2  | 2  | 32.5 | .409 | .111 | .667  | 1.5 | 6.5 | 0.5 | 0.0 | 10.5 |
| 2015     | Лос Анђелес Спаркс | 3  | 3  | 29.5 | .367 | .385 | .750  | 1.7 | 3.0 | 1.0 | 0.0 | 10.0 |
| 2016†    | Лос Анђелес Спаркс | 9  | 9  | 32.3 | .405 | .414 | .852  | 2.0 | 3.0 | 1.4 | 0.1 | 12.8 |
| 2017     | Вашингтон Мистик   | 5  | 5  | 31.9 | .375 | .405 | 1.000 | 2.4 | 4.2 | 0.8 | 0.4 | 17.8 |
| Каријера | 7 година, 2 тима   | 28 | 26 | 31.3 | .404 | .361 | .875  | 2.2 | 3.4 | 1.1 | 0.2 | 13.7 |